# Jüdischer Witz
Der jüdische Witz thematisiert das Leben und die Geschichte der Juden. Oft bezieht er sich auf tatsächliche oder vermeintliche jüdische Eigenschaften wie zum Beispiel Chuzpe und Geschäftssinn. Im Gegensatz dazu steht der böse Judenwitz, der, von Nichtjuden erzählt, Juden diffamiert oder verächtlich macht. In einer älteren Bedeutung des Wortes Witz steht der Begriff für einen Juden häufig zugeschriebenen scharfen Verstand.
Es gibt auch Bücher mit dem Titel Der jüdische Witz, unter anderem von der Schweizer Schriftstellerin Salcia Landmann, von Burkhard Meyer-Sickendiek und vom Österreicher Hermann Hakel.

## Geschichte

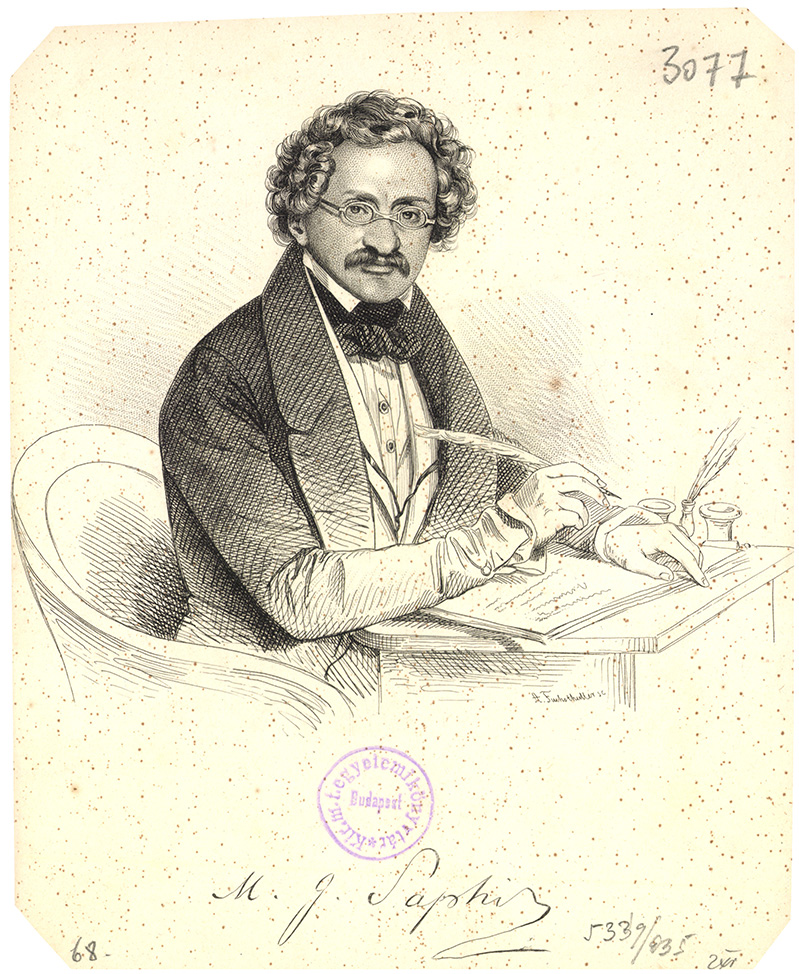
Der Österreicher Moritz Gottlieb Saphir galt als Meister des jüdischen Witzes

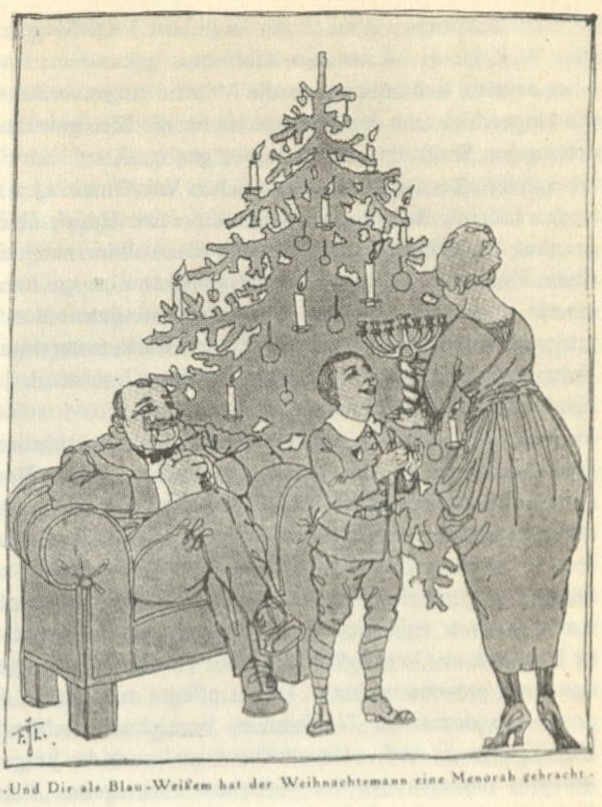
Zeichnung mit dem Thema der Assimilation in der Zeitschrift Schlemiel von 1919: Und Dir als Blau-Weißem hat der Weihnachtsmann eine Menorah gebracht

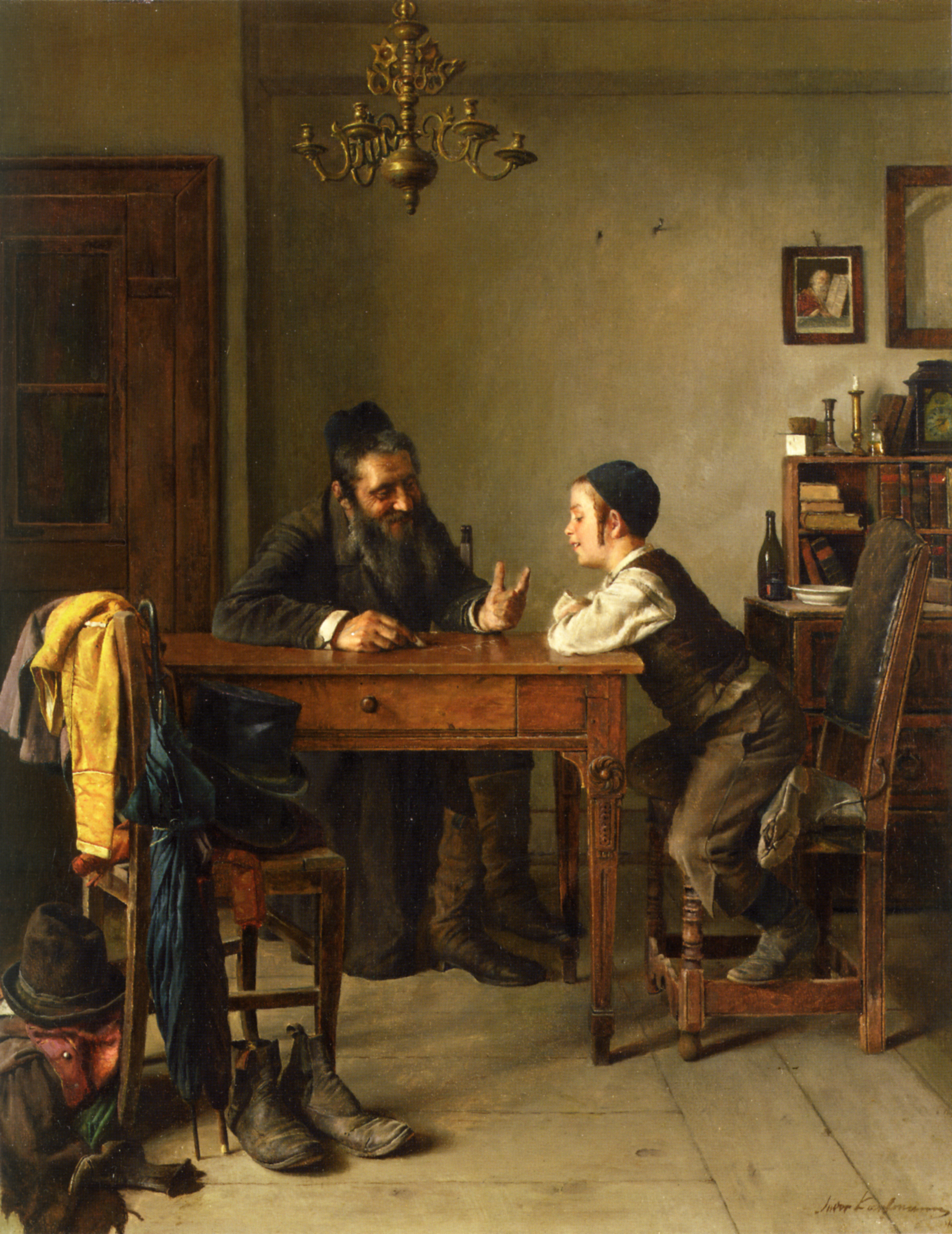
Isidor Kaufmann (1853–1921): Handelsunterricht, undatiert, Öl auf Holztafel, 21 × 39 cm, Privatsammlung

Traditionell gab es im christlichen Umfeld, in dem Juden lebten, bis zum Ende des 19. Jahrhunderts die Ansicht, dass Juden keinen Humor hätten, weil ihr oft schwieriges Leben wenig Anlass zur Freude gab. Der jüdische Witz, wie er später medial und auch von Nichtjuden rezipiert wurde, entstand im ausgehenden 19. Jahrhundert im Kontext massiver Auswanderung und der Konfrontation von alten und neuen Weltbildern.
Manche Autoren äußerten die Ansicht, dass der dialogische Unterricht am Talmud dem Sprachwitz förderlich war. Erheiterndes findet sich auch in Talmud und Midrasch. Das vierte Kapitel des Talmudtraktats Baba Qama bedient sich des Humors, um einen Fall zu illustrieren. Über Rabba steht im Traktat Schabbat 30 b, er habe jedes Mal einleitend einen Witz gemacht, um darauf seinen ernsthaften Lehrvortrag zu beginnen.
Von der regelhaften Anwendung des rabbinischen Verfahrens Pilpul zur humoristischen Überspitzung der Regelhaftigkeit war es ein kleiner Schritt. Der Humor des jüdischen Witzes kann aus der Erzeugung von unauflösbaren Widersprüchen (Paradoxien) durch die Verkettung von eigentlich folgerichtigen Aussagen entstehen.
Mit der beginnenden jüdischen Aufklärung der Haskala entwickelten die Aufklärer, die Maskilim, einen Diskurs außerhalb des Weltbildes der Chassidim. Diese reagierten mit Humor auf die assimilierten Juden. Aus ihrer Sicht tauschten sie eine gesicherte Identität gegen einen zweifelhaften sozialen Aufstieg ein.
Erfolgreiche Humoristen kannten beide Welten. Der religiös erzogene Moritz Gottlieb Saphir beherrschte dieses Repertoire. Da die Texte jiddisch waren, war es ein interner Diskurs unter Juden, in dem Schnorrer eine prominente Rolle spielten. Außerdem interessierte sich der jüdische Witz, gemäß der Auflistung von Chajim Bloch, für Gottsucher, Gelehrte, Künstler, Narren, Schelme, Aufschneider, Reiche, Fromme, Freidenker, Täuflinge und Antisemiten. Mendele Moicher Sforim oder Isaac Bashevis Singer verstanden sich durchaus als ernste Schriftsteller. Yosef Tunkel, genannt Der Tunkeler, machte den jiddischen Humor zu seinem Beruf. Satirezeitschriften wie Der groyser kundes (deutsch Der große Knüppel) gaben ihm ein Forum.
Autoren wie Der Tunkeler schufen mit ihren Satiren einen reichen Fundus des Witzes, der im jiddischen Theater seinen Ausdruck fand und in den Alltag durchsickerte. Es schien wenig ratsam, als bedrohte Minderheit über die orthodoxen Russen oder die katholischen Polen Witze zu machen, umso mehr bot die Gegenwart mit ihren Bundisten, Kulturzionisten und jüdischen Nationalisten – abgeleitet von der Idee, dass auch die Juden eine russländische Nation seien – genügend humoristische Vorlagen, etwa David Bergelson oder Schalom Asch, zwei bevorzugte Zielscheiben des tunkelerschen Spottes. Chajim Bloch, dem aufgefallen war, dass sich das traditionelle Milieu zunehmend auflöste, beeilte sich, Witze und Anekdoten von Juden zu sammeln. Auch der Forscher Moses Ahron Wiesen versuchte das verschwindende Kulturgut zu retten.
In seinem Buch Der Witz und seine Beziehung zum Unbewußten (in dem er auch für den hier beschriebenen Humor die Bezeichnung „Judenwitz“ verwendet) schreibt Sigmund Freud:

„Die Witze, die von Fremden über Juden gemacht werden, sind zu allermeist brutale Schwänke, in denen der Witz durch die Tatsache erspart wird, daß der Jude den Fremden als komische Figur gilt. Auch die Judenwitze, die von Juden herrühren, geben dies zu, aber sie kennen ihre wirklichen Fehler wie deren Zusammenhang mit ihren Vorzügen, und der Anteil der eigenen Person an dem zu Tadelnden schafft die sonst schwierig herzustellende subjektive Bedingung der Witzarbeit.“

Mit dem Schallplatten-, Rundfunk- und Bühnenprogrammen Fritz Muliar erzählt jüdische Witze etablierte sich der österreichische Schauspieler Fritz Muliar ab den 1950er Jahren als populärer Interpret dieser Witze im deutschen Sprachraum. Brillante deutsche Interpreten des jüdischen Witzes waren u. a. Alfred Dreifuß, Angel Wagenstein und Peter Edel.

## Charakteristik
Viele jüdische Witze beschreiben eine Dialogsituation von Juden, meist mit typischen Namen wie „Kohn“ oder „Grün“, und stellen eine besondere Logik und Argumentation in den Vordergrund. Ein hervorstechendes Merkmal jüdischer Witze ist die distanzierende, manchmal bittere Selbstironie. Dass jüdische Witze über Amerikaner und Bewohner des Staates Preußen so selten sind, liegt wohl daran, dass die neuzeitliche Assimilation der Juden nirgends besser gelang als in Preußen und in den Vereinigten Staaten.
Der Begriff beschreibt den jüdischen Humor. Daneben besteht der israelische Humor, insbesondere der im Land geborenen Tzabar. Der noch in Ungarn geborene Schriftsteller Ephraim Kishon kann als sein besonders im deutschsprachigen Raum berühmter Vertreter gelten. In einer seiner Kurzgeschichten thematisiert Kishon speziell die Frage nach einem jüdischen Humor (wobei er in einer anderen Geschichte einen Vortrag zur Frage „Gibt es einen speziell jüdischen Humor – und wenn ja, warum nicht?“ halten soll).
Seit den 1990er Jahren wurde jüdischer Humor insbesondere durch Filme von Woody Allen und die erfolgreiche Sitcom Seinfeld populär. Mit dem Lied Dschiribim-Dschiribam von Arik Brauer aus dem Jahre 1971 gibt es auch eine vertonte Version mit kleinen jüdischen Witzen.

## Beispiele
- Kohn beklagt sich bei Grün: Er habe einen Delikatessenladen in einer Straße voller Delikatessenläden eröffnet, links davon habe Blau seinen Delikatessenladen, rechts Mandelbaum. Beide Geschäfte florieren, nur zu ihm gehe niemand einkaufen. „Na, ist doch ganz einfach: Lass dir beim Standesamt einen andern Namen geben“, schlägt ihm Grün vor, „Nennst dich halt Haupteingang!“ (Anspielung auf die Sitte christlicher Beamter, den Juden, die lange gar keine Familiennamen trugen, zwangsweise möglichst lächerliche Namen zu geben.)
- Grüns ältester Sohn ist, um eine Katholikin heiraten zu können, zum christlichen Glauben konvertiert. Da einem frommen jüdischen Vater nichts Schlimmeres passieren kann, versinkt Grün in tiefe Depression und sperrt sich in seine Kammer. Dennoch geht die Tür auf und ein alter Mann mit weißem Bart tritt ein. Es ist Gott: „Warum weinst du, Grün?“ – „Soll ich denn nicht weinen, mein Sohn hat sich taufen lassen!“ – „Aber Grün, meiner doch auch!“ – „Ja, und was soll ich jetzt machen?“ – „Mach’s wie ich: Mach ein neues Testament!“
- Im Jahre 1938 sitzen einander in der New Yorker U-Bahn zwei gerade eingewanderte deutsche Juden gegenüber. Der eine liest den Stürmer, das Hetzblatt Julius Streichers. Der andere liest die jüdische Zeitung, den Forverts, und wird allmählich aufgeregt. Endlich fragt er seinen Landsmann, „Wieso lesen Sie dieses furchtbare Blatt? Es ist nur reiner Antisemitismus, Judenhatz.“ Der erste Jude guckt vor sich hin. Er sagt: „Schauen Sie. Was steht in Ihrer Zeitung? Überall sind die Juden Flüchtlinge. Man verfolgt uns. Man wirft Steine und Bomben in die Synagogen. Ich lese die Nazi-Zeitung, denn sie ist zuversichtlicher. Wir besitzen die Banken! Wir besitzen die großen Firmen! Wir beherrschen die Welt!“
- Kohn beklagt sich bei Grün: „Meine Frau, die red’t und red’t und red’t, ich werd noch ganz meschugge.“ „Was red’t sie denn?“ „Nu’, das sagt sie nicht.“

## Diskografie
- Fritz Muliar: Fritz Muliar erzählt jüdische Witze, Preiserrecords 1965.
- Fritz Muliar: Damit ich nicht vergess’ Ihnen zu erzählen. Fritz Muliar erzählt wieder jüdische Witze. Preiserrecords 1967.
- Arik Brauer: Arik Brauer, Polydor & ORF, 1971, LP.
- Arik Brauer: Die Ersten. Polydor, 1988, CD-Wiederveröffentlichung.